# Guglielmo di Blosseville
Guglielmo di Blosseville (fl. XII secolo) fu Duca di Gaeta (1103-1105).

## Biografia
Di origine normanna, Guglielmo di Blosseville era probabilmente originario di Blosseville, oppure nato in Italia da un normanno proveniente da questo villaggio situato a circa quaranta chilometri a est di Fécamp.
Come duca di Gaeta, succedette nel 1103 a un longobardo dell'Italia meridionale, un certo Landolfo, che era diventato duca della città dopo una rivolta popolare che aveva cacciato il giovane duca normanno Gualgano Ridello (1091). Nel suo ducato, fece coniare monete, simbolo di potere, su cui appare raffigurato sui follari con l’iscrizione DV o Dux Vilelmus («Duca Guglielmo» in latino). Fu probabilmente il fondatore della fortezza di Esperia, nella regione di Frosinone.
Nel 1105, Guglielmo di Blosseville fu deposto e bandito da un nobile normanno, Riccardo d’Aquila. È menzionato ancora in un documento datato 1135, ma potrebbe trattarsi di un omonimo, forse suo figlio.
Due pergamene contenenti atti stabiliti sotto la reggenza di Guglielmo di Blosseville sono conservate nell'Archivio Cassinese.